# الإحصاء في علم الاجتماع

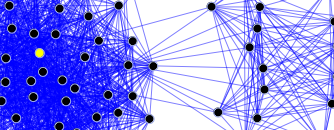

ماهو الإحصاء ؟ كيف يمكن استيعاب مقاييسه؟ كيف يمكن تصنيفه في العلوم الاجتماعية والنفسية؟
معدل الولادات, سقوط الأمطار, معدل الدخل, نسبة النجاح, هذه الأرقام والحقائق تختصر كمية المعلومات في أرقام بسيطة كي نحدد مدى وجود تأثير لما يعرض في التلفزيون من عنف على سلوك الأطفال وكيف نكيفها احصائيا حيث نستوجب جمع بيانات لها علاقة بالأطفال المداومين على مشاهدة التلفاز من جنس, سن, ,,,
بعد تجميع البيانات للعينة المختارة من المجتمع الأصلي للدراسة سنجد أنفسنا أمام صفحات عديدة مليئة بمعلومات والتي يمكن ترجمتها رقميا باستخدام مقاييس الشخصية، مقياس ردود الأفعال بعد مشاهدة هذه البرامج اليت يمكن أن يكون لها تأثير سلبي على سلوك الأطفال
علاقة الإحصاء بباقي فروع العلوم الإنسانية والاجتماعية :
الإحصاء وعلم النفس:
التنشئة النفسية 
قياس القدرة على التعلم والذكاء والصفات الشخصية
الإحصاء والديمغرافيا:
يساعد في دراسة تطور السكان عن طريق معدلات الولادات والوفيات وحتى الهجرة فهذه العملية تحتاج إلى الدراسة الإحصائية كما يمكن الاستفادة من دراسة معالم المجتمع الاقتصادية، اجتماعية، مهنية، تعليمية,
الإحصاء والاتصال:
يساعد على معرفة المبادلات التجارية والاقتصادية وتحديد مستوى المعيشة انطلاقا من المقاربات للدخل الفردي تحديد سلوك المنتج والمستهلك ومدى تأثير ذلك بسوق الأسعار
الإحصاء وعلم الأحياء:
عن طريق التجارب المخبرية المتعلقة بعلم الوراثة والأحياء
أهمية الإحصاء في العلوم الإنسانية والاجتماعية والسلوكية:
الإحصاء هو أحد آليات المنهج العلمي بغية الوصول إلى المعرفة في كافة التخصصات
التدريب وتعلم الإحصاء بمثابة تعلم واستيعاب المنهج العلمي لأن هذه العملية من شأنها أنها تزود الباحث بالموضوعية واستخدام الطرق العلمية في وصف نتائج البحث
تعريف الإحصاء:
هو الإجراءات الرياضية المستخدمة لتنظيم وتلخيص وتفسير البيانات وتحليلها لغرض الوصول إلى قرار سليم وعلم الإحصاء ينقسم إلى قسمين وصفي واستدلالي
هو ذلك العلم الذي يبحث في كيفية جمع البيانات ومن ثم تصنيفها في جداول تمثل بيانيا ثم استخلاص النتائج المتوصل إليها لاتخاذ القرار المناسب 
هو مجموعة من العمليات والأساليب الخاصة لمعالجة البيانات المتوفرة سواء كمية أو رقمية للوصول إلى قيمة ذات دلالة للقيم موضوع البحث
وهذه القيم هي مقاييس النزعة المركزية وهي المتوسط الحسابي والمنوال والوسيط 
مقاييس التشتت وهي المدى المطلق أو المدى الانحراف المعياري....
وعلم الإحصاء ينقسم إلى قسمين وصفي واستدلالي
فالإحصاء الوصفي :
هو عبارة عن عمليات احصائية بسيطة تسعى إلى توضيح وتلخيص وتنظيم البيانات
الإحصاء الاستدلالي:
هو عبارة عن تقنيات تسمح بدراسة عينات معينة للخروج بتعليمات تنسب على مجتمع البحث الذي اختيرت منه العينة
1. عنصر 1 تمهيد
2. عنصر 2 علاقة الإحصاء بباقي فروع العلوم الاجتماعية الأخرى
3. عنصر 3 أهمية الإحصاء في العلوم الإنسانية والاجتماعية والسلوكية

عنصر 4 تعريف الإحصاء
عنصر 5 أنواع الإحصاء